# Peter Beaven

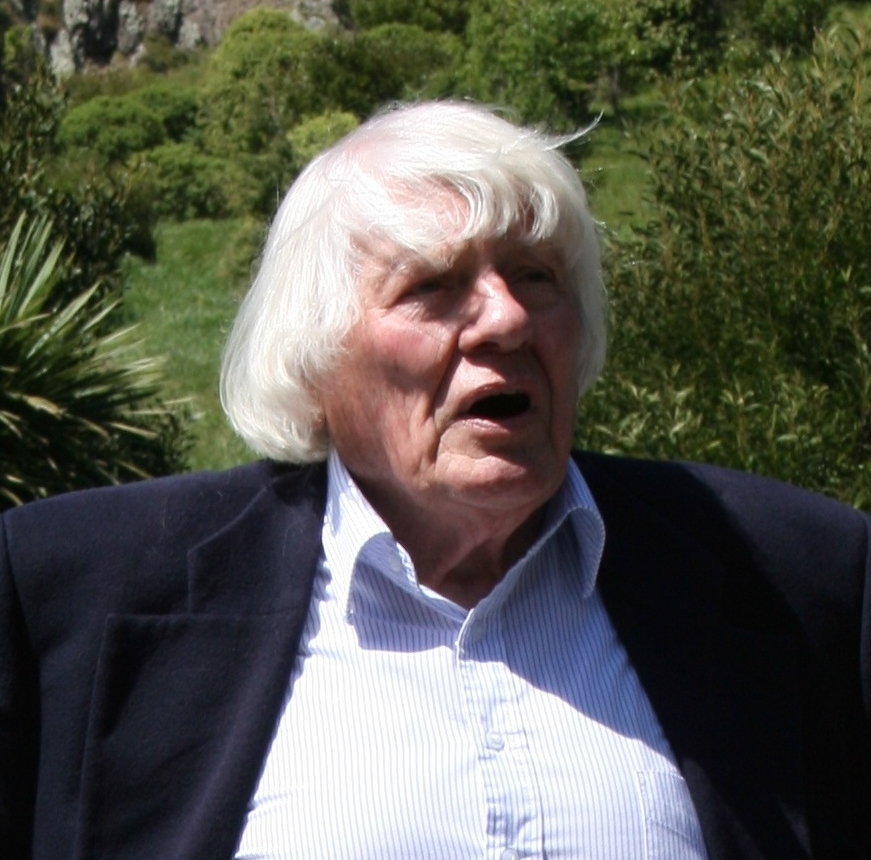
Peter Beaven 2008

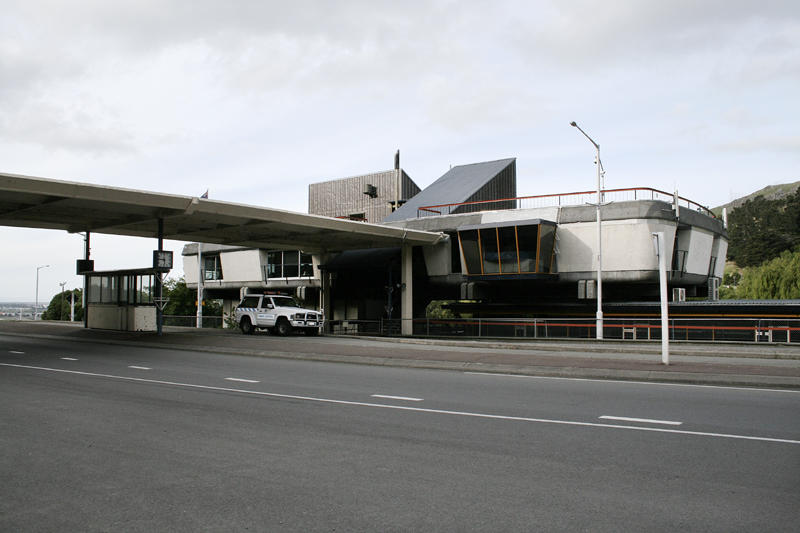
Lyttelton Road Tunnel Administration Building, 2008

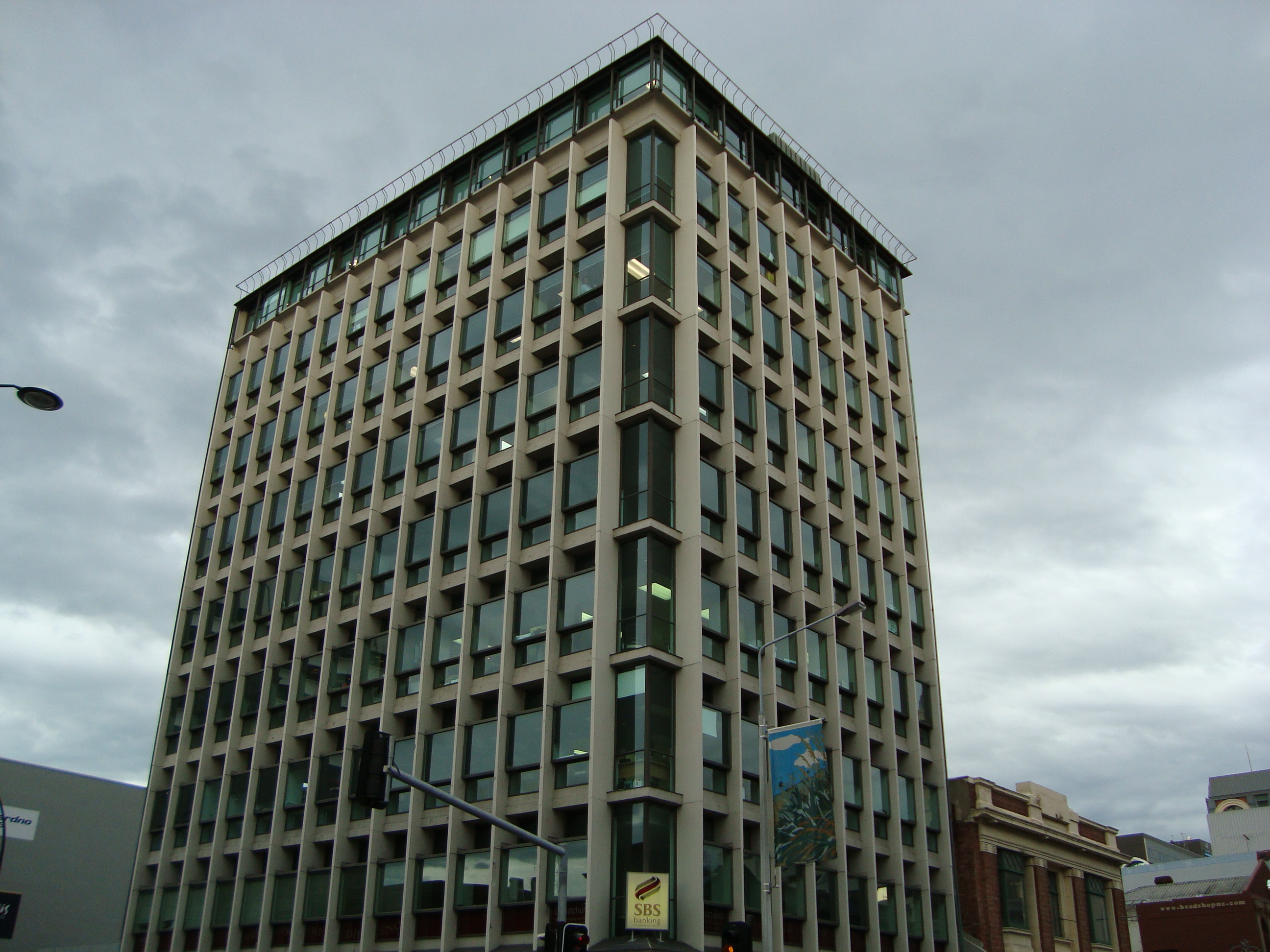
SBS Banking Building, 2008

Peter Jamieson Beaven (* 13. August 1925 in Christchurch; † 4. Juni 2012 in Blenheim) war ein neuseeländischer Architekt.

## Frühes Leben
Beaven wurde in Christchurch als Sohn von Eric Tamate Beaven und Joan Maria Scott Jamieson geboren. Seine Mutter war Tochter von William Graham Jamieson und May Jamieson (geb. Whitehouse). William Jamieson und sein Bruder James Jamieson waren in der Region um Christchurch bekannte Bauunternehmer, die Gebäude wie die Cathedral of the Blessed Sacrament, Otahuna (Villa für Heaton Rhodes), Strowan House und das erste Büro der Zeitung The Press in der Cashel Street bauten. Die Baufirma war 1864 von seinem Urgroßvater Samuel Jamieson gegründet worden. Dieser traf am 5. September 1863 an Bord der Captain Cook von Schottland kommend in Lyttelton ein.
Beaven erhielt seine Bildung am Christ’s College und der Schule für Architektur der University of Auckland. Ein Gespräch mit dem Architekten Paul Pascoe während seiner Zeit an der weiterführenden Schule führte zu seiner Berufswahl. Seine Hochschulausbildung wurde während des Zweiten Weltkrieges durch den Dienst in der Royal New Zealand Navy unterbrochen.

## Berufliche Tätigkeit
Beaven arbeitete nach seinem Abschluss vier Jahre lang in Timaru. Hier entwarf er vor allem Lagerschuppen für Wolle in ganz Neuseeland. Dann zog er in seine Geburtsstadt Christchurch zurück und eröffnete Mitte der 1950er Jahre sein Architekturbüro. In den frühen 1950ern verbrachte er sechs Monate in Japan und unternahm in den frühen 1960ern längere Reisen nach Europa und Asien. Beides beeinflusste seinen Architekturstil.
Seine Tätigkeit konzentrierte sich auf Christchurch. Er wurde von der Neugotik inspiriert und nutzte in seinen Werken oft Symbolismus.
Das Lyttelton Road Tunnel Administration Building nutzt einen symbolistischen Ansatz. Als Zugang zu den Canterbury Plains bezieht es sich auf die First Four Ships, vier Schiffe, die die ersten Siedler nach Canterbury brachten. Beaven gestaltete das Bauwerk als fünftes Schiff, das an der Schnellstraße an der Zufahrt zum Lyttelton Road Tunnel vertaut liegt. Das Gebäude in Form einer Schiffshülle steht auf einem sichtbaren Pfeilerfundament, eine niedrige Bepflanzung ringsum stellt das Meer um das Schiff dar. Das Bauwerk im Stil der Moderne wurde vom New Zealand Historic Places Trust am 14. Mai 2008 als Baudenkmal Kategorie 1 registriert. Es wurde als Beispiel für Beavens Beitrag zur neuseeländischen Architektur geehrt. Die Mautschalter wurden 1979 mit Abschaffung der Tunnelmaut abgebaut, das Dach über ihnen wurde nach Schäden durch Felssturz beim Christchurch-Erdbeben vom Februar 2011 abgerissen, der Rest 2013.
Das Manchester Unity Building (später SBS Building) wurde nach seinen Entwürfen 1967 an der Ecke der Manchester und Worcester Street gebaut. Der Entwurf gewann einen 1969 Preis des New Zealand Institute of Architects (NZIA) und wurde 1999, erneut mit einem Designpreis für die letzten 25 Jahre geehrt. Nach Beaven beschrieben die Preisrichter es als „bedeutendstes Bürogebäude der Nachkriegszeit“. Das neunstöckige Bauwerk wurde nach Schäden durch das Erdbeben im Februar im September abgerissen. Bevan entwarf auch ein mehrstöckiges Gebäude für die Unity Bank an der Ecke Cashel und High Street in Christchurch. Das Gebäude wurde in den 1990ern in ein Hotel umgewandelt. Das Holiday Inn wurde 2012 mit Hilfe des Abrissbaggers Twinkle Toes abgerissen.
Als Beaven 2005 seinen 80. Geburtstag feierte, war er Neuseelands ältester praktizierender Architekt. Bei seinem Tod stand sein letzter Auftrag, ein Haus in Ashburton, kurz vor der Vollendung.
Für Viele war Beaven weniger als Architekt, als für seine unverblümte Meinungsäußerung bekannt. Er war ein Lobbyist für gutes Design und wenn er mit einem Entwurf unzufrieden war, äußerte er das deutlich. Er nannte den Chalice auf dem Cathedral Square einen „vent to an underground toilet“ („Abluftschacht einer unterirdischen Toilette“) und die Christchurch Art Gallery war für ihn „that great alien“(„dieser großartige Alien“). Peter und Lesley Beaven waren bedeutende Gegner der Umbaupläne des Canterbury Museums nach Entwürfen von Ian Athfield. Diese wurden vom Christchurch City Council angenommen, vom Environment Court 2006 jedoch gerichtlich abgelehnt.

## Auszeichnungen
- Goldmedaille des New Zealand Institute of Architects (2003)[12][13]
- Bei den Canterbury Heritage Awards am 13. September 2012 erhielt Beaven posthum den Heritage Champion Award.[14]

## Bedeutsame Werke
- Lyttelton Road Tunnel Administration Building (1962–1964), Verwaltungsbau des Lyttelton road tunnel, 2013 abgebrochen
- SBS Building (1967), Bürogebäude in Christchurch, 2011 abgebrochen
- Schwimmhalle im Queen Elizabeth II Park (1971–1973)
- Unity Bank, Christchurch; 2012 abgebrochen
- Chateau on the Park (1972–1973), Hotel als neugotische Fantasie

## Privatleben
Beaven war mit Mary Beaven verheiratet und hatte mit ihr drei Kinder (Sabrina Sullivan, Sophie Jolliffe und Tom Beaven). Seine zweite Frau war von 1984 bis zur Scheidung 1994 Jocelyn Allison (geb. Beadel). Lesley Beaven war seine dritte Frau.
Nach dem Erdbeben 2011 zog er auch Christchurch nach Blenheim, da die Zerstörung – darunter zahlreicher von ihm selbst entworfener Gebäude – für ihn schwer zu ertragen war
Christchurch is pretty much hell for me now, as someone who's spent 60 years in architecture and history. That's all gone now. I've lost all my background really. Blenheim is healing... (Christchurch ist so ziemlich die Hölle für mich als jemand, der 60 Jahre in Architektur und Geschichte tätig war. Ich Habe wirklich meinen gesamten Hintergrund verloren. Blenheim ist heilsam...)
Beaven starb am 4. Juni 2012 in Blenheim.
Sein Begräbnisgottesdienst wurde in der Christ’s College Chapel abgehalten. Er hinterließ seine dritte Frau, 3 Kinder und 8 Enkel.
Beaven war Mitgründer der ersten Lobbygruppe für den Denkmalschutz Neuseelands, des Christchurch Civic Trust. Beaven wird eine bedeutsame Rolle beim Erhalt des Christchurch Arts Centre zugeschrieben, als die University of Canterbury in ihr neues Campus in Ilam umzog.